# Wildlands Network
La organización Wildlands Network cuyo nombre en español quiere decir Red de Tierras Silvestres (anteriormente conocida como Wildlands Project) fue creada en 1991 a raíz la marea de extinciones de especies registrada a través de América del Norte. La evidencia de que tales extinciones eran a menudo exacerbadas por una falta de conectividad de hábitat entre Áreas Naturales Protegidas, resultó en la que la organización adoptara una misión principal centrada en dar soporte científico y estratégico para la creación de “redes de personas protegiendo redes de tierras silvestres enlazadas.”

## Prioridades y campañas
Como manifestación de donde era más necesaria la conectividad de hábitat a escala de pasiaje en América del Norte, Wildlands Network identificó cuatro “Vías Silvestres Continentales” atravesando las costas del Pacífico y Atlántico, el bosque boreal canadiense, y la “Espina dorsal del Continente” entre Alaska y México.
En el periodo 2000-2006, los científicos de Wildlands Network, y de organizaciones de conservación asociadas, generaron mapas de seis “Diseños de Red de Tierras Silvestres” regionales (WNDs por las siglas en inglés de Wildlands Network Designs) dentro de aquellos corredores biológicos en el oeste de las Rocallosas y los Apalaches del norte.  Estos planes de conservación identificaron áreas protegidas existentes y corredores de fauna propuestos para conectarlas, como rutas para especies (clave) de amplia distribución, que necesitan  “espacio para vagar.” Los planes también describieron los varios impactos ecológicos positivos que estas especies tienen en otra flora y fauna.
En años recientes, Wildlands Network se ha desplazado del diseño de WNDs a la implementación de las recomendaciones en ellos identificadas. La organización desarrolló una red de individuos, grupos, y agencias que trabajan en las regiones cubiertas por los WNDs para cumplir este objetivo. Sus iniciativas actualmente se centran en conectar el hábitat en la Vía Silvestre Occidental (Espina dorsal de continente) y en la Vía Silvestre Oriental (Atlántico).
En 2015 Willdands Network inició su trabajo en México, extendiendo la Vía Silvestre Occidental para incluir la porción de Sonora y Chihuahua del Archipiélago Madrense (Islas del Cielo) y la parte norte de la Sierra Madre Occidental.

## Proyectos actuales

### Vía Silvestre Oriental
Este corredor propuesto, conectaría las Adirondacks, las Grandes Montañas Humeantes, las Apalaches (incluyendo el Corredor Norte de Apalaches) y los Everglades. Está compuesto de tierras públicas como parques nacionales y reservas de la naturaleza. Para tener el impacto más grande en especies migratorias y en ecosistemas amenazados, las áreas de importancia clave han sido identificadas en el corredor y llamadas las "16 Esenciales”.

### Vía Silvestre Occidental
También conocida como la Iniciativa de la Espina Dorsal del Continente, esta es una franja propuesta de 9600 km (6000 millas) que se extendería desde la cordillera de Brooks en Alaska, bajando por las montañas Rocallosas y hasta la Sierra Madre Occidental en México.

### Vía Silvestre del Pacífico
Esta propuesta corre por todo lo largo de la costa del Pacífico desde Baja California en México hasta el punto en que la Cadena costera del Pacífico converge con las Montañas Rocallosas, donde se conecta a la Vía Silvestre Occidental.

### Vía Silvestre Boreal
También conocida como la Iniciativa Canadiense Boreal, esta propuesta abarcaría la mayoría de las casi 500 mil hectáreas (1.2 mil millones de acres) del bioma de Taiga  en Canadá. Esta área es de especial importancia debido a sus grandes extensiones de paisajes de costa a costa y a su función como sumidero de carbono, ya que tiene índices de descomposición más lenta, y puede capturar carbono más eficientemente que sus contrapartes templados y tropicales como la selva amazónica.